# Derive
Derive è un software di tipo Computer algebra system (CAS) sviluppato come successore di muMATH dalla Soft Wharehouse, ora di proprietà della Texas Instruments. Derive è stato implementato in muLISP. La prima versione è del 1988.
Consente di eseguire moltissime operazioni quali calcoli simbolici, numerici, algebrici, analitici e trigonometrici; è in grado di risolvere problemi di calcolo vettoriale e matriciale ed è in grado di tradurre i dati in grafici, esportabili in più formati. Nelle ultime versioni sono state incluse come librerie le funzioni implementate direttamente dagli utenti più esperti: è stato così possibile introdurre il calcolo tensoriale e le equazioni differenziali o particolari funzioni come la F di Gauss.
La tecnologia di algebra simbolica utilizzata nelle calcolatrici TI pocket è derivata da Derive.

## Derive nelle scuole
Derive ha avuto un grande successo nelle scuole grazie alla sua semplicità e leggerezza (circa 10MB) che lo rende adatto anche a vecchi computer, su piattaforme sia Windows che DOS.
Viene utilizzato sia per le sue funzioni semplici, come risolvere e semplificare espressioni, sia per le sue funzioni più avanzate, quali sviluppo di espressioni booleane (in forme disgiuntive e congiuntive) e simili.

## Le versioni
La versione 6 introduce alcune funzionalità importanti come la possibilità di semplificare un'espressione passaggio per passaggio, mentre nelle versioni precedenti era possibile visualizzare solo il risultato finale.
Funzionalità minori della nuova versione sono un maggiore livello di personalizzazione e opzioni relative alla visualizzazione dei grafici 3D.
La versione 6.1 (l'ultima) è compatibile ufficialmente con Windows 98/Me/2000/XP (come da sito Derive Europe). È funzionante anche su Windows Vista come risulta dalla newsletter del Derive User Group. Per visualizzare l'help di Derive 6.1 in Windows Vista è necessaria la presenza del file WinHlp32.exe (scaricabile se non già presente dal sito Microsoft). Funziona inoltre su Windows 10 e 11.
A partire dal 2006 Derive non è più stato sviluppato in favore di TI-Nspire.